# Rennfarben (Galopprennsport)

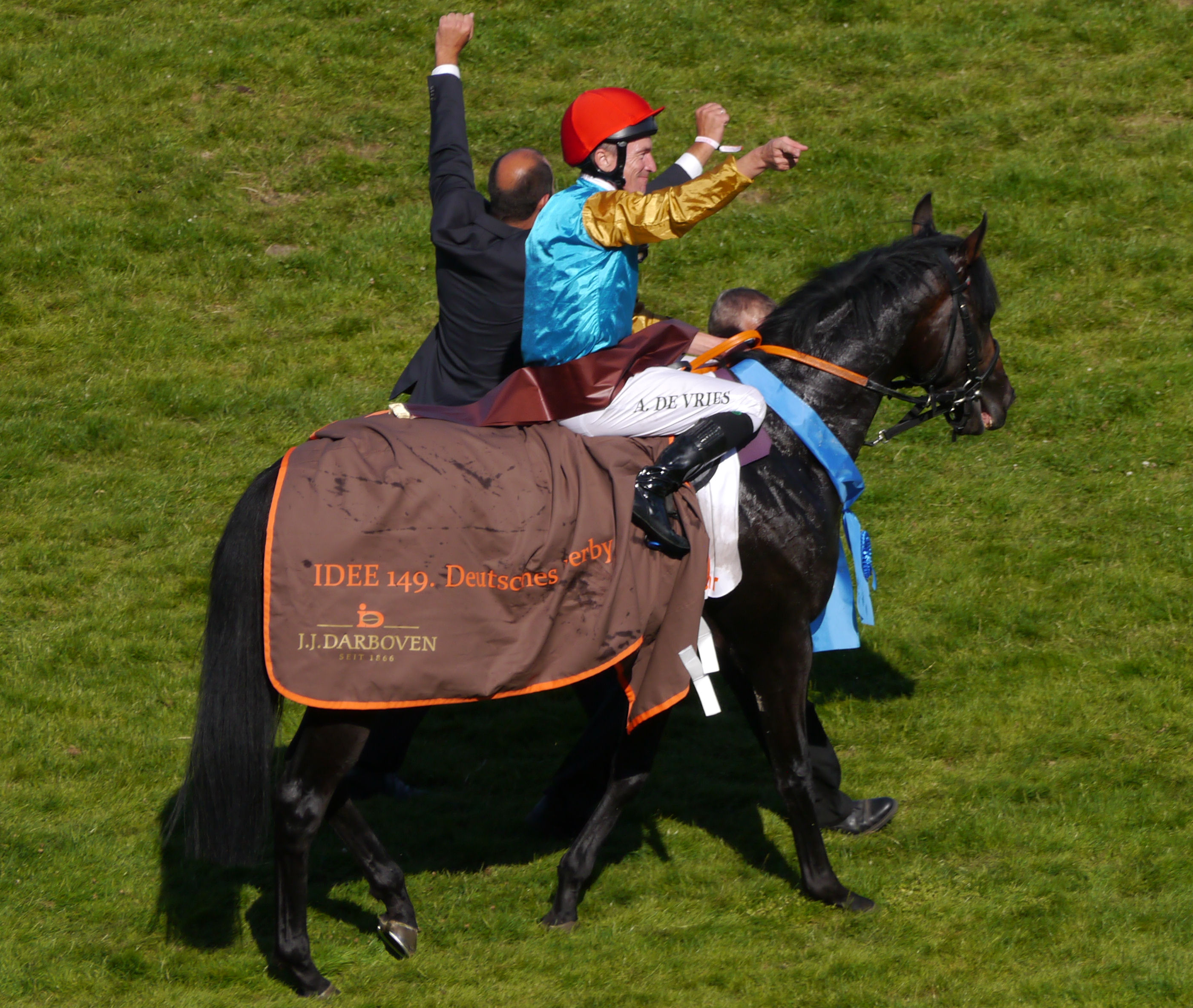
Rennfarben des Gestüts Röttgen

Als Rennfarben werden im Galopprennsport die Designs des Renndresses (Kappenüberzug und Bluse) bezeichnet.

## Erstellung
Rennfarben dienen während eines Galopprennens der besseren Unterscheidung der Pferde. Das Design des vom Jockey bzw. dem Rennreiter(in) getragenen Kappenüberzugs und der Bluse geben an, für welchen Besitzer bzw. Stall oder Gestüt ein Rennpferd an den Start geht.
Die Rennfarben können vom Besitzer eines Rennpferdes frei designt werden, müssen sich jedoch deutlich in Farben und Mustern von den bereits vergebenen Rennfarben anderer Besitzer unterscheiden. Hat ein Besitzer seine Rennfarben entworfen, kann er diese gegen Gebühr ins Farbenbuch eintragen lassen. Das Direktorium für Vollblutzucht und Rennen kann eine Eintragung aus wichtigen Gründen (z. B. Übereinstimmung) ablehnen oder wieder löschen. Hierzu erfolgt auch ein Abgleich auf internationaler Ebene.
Für einen Besitzer können auch weitere Rennfarben eingetragen werden. Diese dürfen allerdings nur genutzt werden, wenn mehrere Pferde eines Besitzers in einem Rennen an den Start gehen. Zumeist unterscheiden sich diese Rennfarben nur gering von den ursprünglichen Rennfarben (siehe Gestüt Schlenderhan Abb. Darstellung der Rennfarben in einem Rennprogramm).
Die Eintragung der Rennfarben kann für Kalenderjahre, für Einzelpersonen auf Lebenszeit oder für Gestüte für unbestimmte Zeit erfolgen.

## Bekanntmachung
In der Vergangenheit wurden die Rennfarben dem Rennbahnbesucher im Rennprogramm (Programmheft) durch eine Beschreibung in Form eines Fließtextes bekanntgegeben.

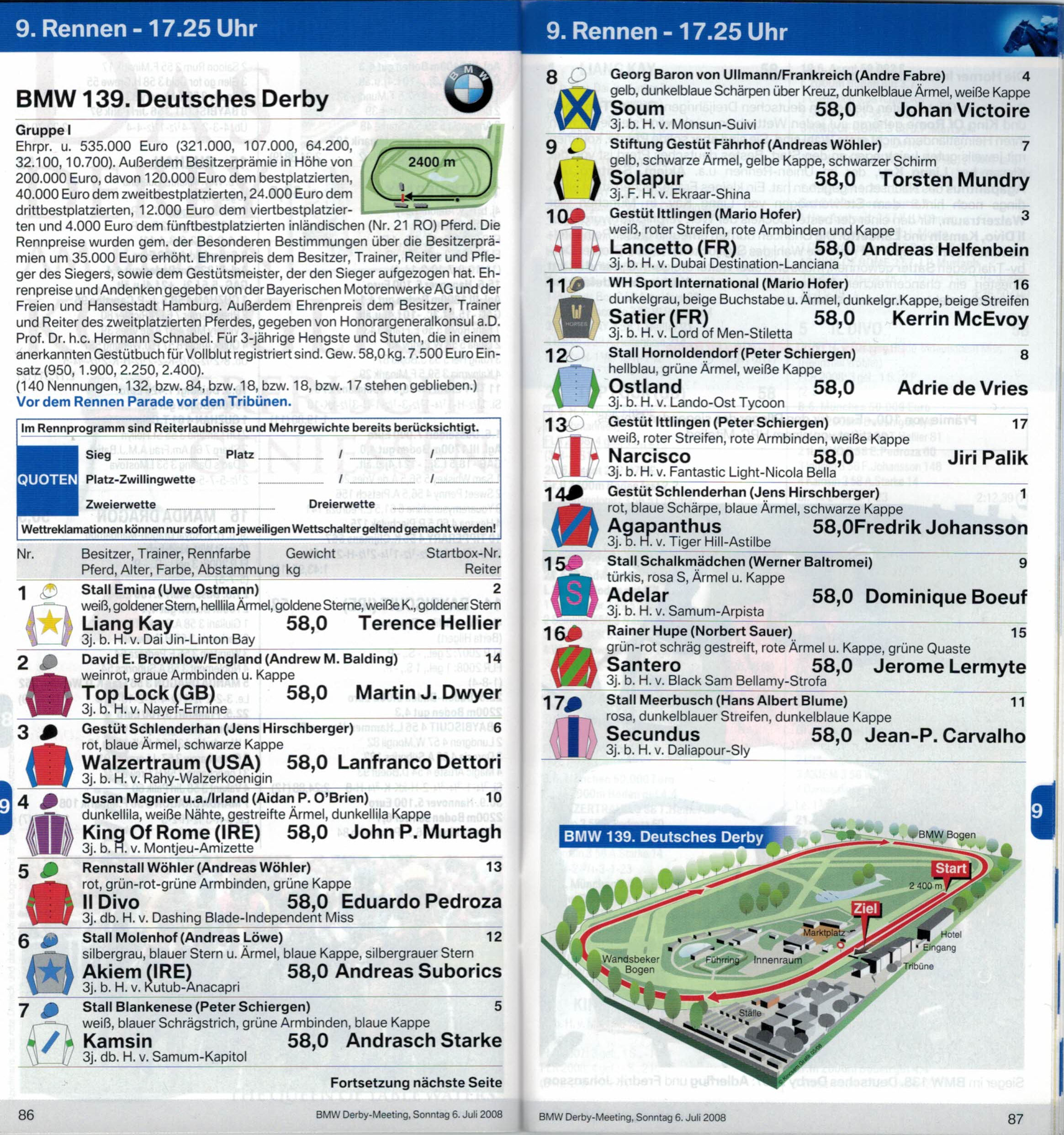
Darstellung der Rennfarben in einem Rennprogramm

## Bekannte Rennfarben
- Gestüt Fährhof – gelb, schwarze Ärmel, gelbe Kappe, schwarzer Schirm
- Gestüt Röttgen – türkis, altgoldene Armel, rote Kappe
- Gestüt Schlenderhan – rot, blaue Ärmel, schwarze Kappe
- Gestüt Zoppenbroich – hellblau, weiße Schnüre, hellblaue Ärmel, weiße Kappe[2]

Heute erfolgt die Bekanntgabe durch Abbildungen und Fließtext im Rennprogramm oder durch grafische Darstellung auf den Monitoren der Rennbahn.